# RocketDock
RocketDock — док для Windows, созданный разработчиками PolyVector и Skunkie of Punk Labs совместно с художником Захари Дентон, который похож на док GUI Aqua для Mac OS X. Программа является бесплатным программным обеспечением под лицензией Creative Commons и распространяется Punk Labs (раньше назывался Punk Software).
RocketDock может показывать обновления в свёрнутых окнах как в Mac OS X, так и в Windows Vista (на панели задач). Он совместим со скинами для MobyDock, ObjectDock, RK Launcher и Y’z Dock, а также c дополнением Docklet API для ObjectDock.